# Мунгели (округ)
Мунгели (англ. Mungeli) — округ в индийском штате Чхаттисгарх. Образован в 1 января 2012 года, путём выделения из округа Биласпур. Административный центр — город Мунгели. Площадь —  км². Население — человек (на 2011 год). 